# Junkers Ju 352
Die Junkers Ju 352 Herkules war ein dreimotoriges Transportflugzeug des deutschen Herstellers Junkers Flugzeug- und Motorenwerke. Ihr Erstflug fand am 18. August 1943 auf dem Fliegerhorst Fritzlar statt. Diese Maschine in Tiefdeckerausführung war der Nachfolger der Ju 252, die auf Grund der herrschenden Materialknappheit nicht weiter verfolgt wurde.

## Produktion
Gebaut wurde das Flugzeug bei JFM in Dessau und auf dem Fliegerhorst Fritzlar. Die noch existierenden Quellen geben unterschiedliche Stückzahlen an. JFM lieferte 19 Entwicklungsflugzeuge von August 1943 bis Juni 1944 und 26 Serienflugzeuge von Juni bis August 1944 aus. Die monatlichen Flugzeuglieferungen nennen 43 BAL-Abnahmen im Zeitraum November 1943 bis September 1944 und beziehen sich nur auf Vorserien- und Serienflugzeuge. Eine Zusammenstellung vom Dezember 1944 führt 40 BAL-Abnahmen (inklusive neun zerstörter Flugzeuge) bis zum 30. November 1944 auf. Somit liegt die Produktion bei 40 bis 45 Flugzeugen, wobei die niedrigere Zahl die wahrscheinlichere ist, da nur für 30 Flugzeuge eine Verwendung nachgewiesen werden kann (siehe unten unter „Einsatz“).
Das RLM zahlte Junkers für die Entwicklung und Herstellung der V1 bis V5 insgesamt 9,1 Mio. RM, für die V6 bis V20 8,15 Mio. RM und für das Vorversuchsflugzeug V0 (Umbau aus Ju 252 W.-Nr. 2520001) 458.000 RM.

## Einsatz
Die Luftwaffe erhielt im Zeitraum Mai bis September 1944 insgesamt 28 Ju 352. Diese gingen an den Chef des Sanitätswesens (fünf Ju 352) und an das XIV. Fliegerkorps bzw. den General der Transportflieger (21 Ju 352). Die verbleibenden beiden wurden an den VersVerbOKL im Mai 1944 und das KG 200 im Juli 1944 geliefert.
Als erstes wurde das ErgTG im Zeitraum von Mai bis Juli 1944 zu Schulungszwecken mit insgesamt zwölf Ju 352 ausgestattet. Diese Flugzeuge wurden ab Juli 1944 der IV./TG 4 zugewiesen, die zusätzlich ab August 1944 noch 13 Flugzeuge aus der Neufertigung sowie die Ju 352 des Chefs des Sanitätswesens erhielt. Damit waren fast alle Ju 352 ab September 1944 bei der IV./TG 4 konzentriert. Bis Dezember 1944 gingen nur drei Flugzeuge verloren, davon eine durch Feindeinwirkung. Im Januar wurden Teile der IV./TG 4 in Großraumtransportgruppe umbenannt. Diese flog bis zum Kriegsende, unter anderem noch im April 1945 zur Versorgung des eingeschlossenen Berlins. Die Gruppe erlitt in der Nacht vom 24./25. April 1945 vier Verluste, als sie die 9. Armee mit Nachschub versorgte. Diese Verluste können in der Bestandsmeldung der Großraumtransportgruppe am 25. April 1945, als sie einen Bestand von 23 Ju 352, die in Tutow (Mecklenburg) stationiert waren, meldete, noch nicht berücksichtigt sein. Zwei Flugzeuge gingen in der Nacht vom 25./26. April 1945, ein weiteres am 27. April 1945 bei der Versorgung von Berlin verloren.
Zusätzlich zu den 28 Ju 352 der Luftwaffe übernahm die Fliegerstaffel des Führers (FdF) die beiden W.-Nr. 100003 und 100010 am 20. September 1944. Davon ging die 100003 KT+VC am 21. April 1945 bei einer Notlandung in Börnersdorf (Sachsen) auf dem Flug nach Salzburg verloren, wobei drei Besatzungsmitglieder sowie vier Passagiere ums Leben kamen.
Beim Kriegsende erbeutete die Royal Air Force in Großenbrode (Schleswig-Holstein), wohin die Großraumtransportgruppe verlegt hatte, insgesamt zwölf Ju 352 sowie eine weitere in Dänemark. Davon verschrottete sie neun und vier wurden als AM8 (W.-Nr. 100010), AM18 (W.-Nr. 100015), AM 109 und AM110 bis 1946 für eigene Zwecke eingesetzt.
Als Bewaffnung waren zwei MG 151/20 in einem Drehturm auf dem Rumpfrücken angeordnet.

## Technische Daten

Bramo 323 im Polnischen Luftfahrtmuseum

| Kenngröße             | Daten                                                                                       |
| --------------------- | ------------------------------------------------------------------------------------------- |
| Länge                 | 24,20 m                                                                                     |
| Flügelspannweite      | 34,20 m                                                                                     |
| Leermasse             | 12,5 t                                                                                      |
| max. Startmasse       | 19,6 t                                                                                      |
| Höchstgeschwindigkeit | 370 km/h                                                                                    |
| Dienstgipfelhöhe      | 6000 m                                                                                      |
| Reichweite            | 1700 km                                                                                     |
| Triebwerke            | drei 9-Zylinder-Sternmotoren Bramo 323B-2 mit je 1.000 PS (ca. 740 kW), Dreiblatt-Propeller |